# Mercaderes del espacio
Mercaderes del espacio (título original en inglés: The Space Merchants) es una novela distópica de ciencia ficción publicada en 1953 y escrita por Frederik Pohl y Cyril M. Kornbluth. Publicada originalmente en entregas en la revista Galaxy Science Fiction bajo el título Gravy Planet, la novela fue publicada como volumen independiente por primera vez en 1953. Es, entre otros, una sátira del capitalismo y de la publicidad. Fue seguida algunos años más tarde por una secuela: La guerra de los mercaderes.

## Sinopsis
La historia transcurre en un mundo en el que las grandes empresas comerciales ostentan el poder más absoluto que imaginarse pueda; en el que el sistema económico ha fagocitado al sistema político, y en el que los Señores del Comercio controlan las vidas de todos y cada uno de los habitantes del planeta. Las identidades nacionales ya no tienen razón de ser, pues lo que cuenta es la lealtad a la empresa para la que se trabaja.
En este mundo distópico, Mitchell Courtenay, el mejor publicista de la agencia Fowler Schocken, es el encargado de elaborar la campaña publicitaria para el Proyecto Venus, plan para llevar colonos a dicho planeta. Pero, tras una sucia maniobra de sus competidores, se ve relegado a los más bajos niveles de la sociedad, desde donde deberá ascender de nuevo para recuperar la posición que le ha sido arrebatada. Durante el duro viaje, establecerá contacto con los «consistas», una facción rebelde de anticonsumistas acusados de terrorismo y de sabotaje.

## Recepción
El crítico Kingsley Amis escribió sobre la novela:

Mercaderes del espacio podría ser llamada la mejor novela de ciencia-ficción... Una utopía donde el sistema económico ha devorado al sistema político, donde las grandes compañías ejercen el poder, sin intermediarios, y hasta el fin... y la sociedad ha sido estratificada rígidamente en productores, ejecutivos y consumidores... No es meramente un mundo donde el hombre de la publicidad es el rey; combina además el lujo y la escasez, aparatos fantásticos junto a la falta de combustible, toda clase de bebidas y gomas de mascar, y una extrema escasez de proteínas. En este aspecto recuerda una observación de George Orwell sobre los lujos, en camino de convertirse en menos caros y fáciles de obtener que los artículos de primera necesidad.
(Kingsley Amis, New Maps of Hell, 1961.)

The Space Merchants (título original de Mercaderes del espacio) aparece en la lista de David Pringle Science Fiction: The 100 Best Novels. Asimismo Miquel Barceló incluye Mercaderes del Espacio en su selección de mejores obras Ciencia ficción: Guía de lectura.